# Schkopau
Schkopau ist eine Einheitsgemeinde im Saalekreis in Sachsen-Anhalt. Der namensgebende Ortsteil Schkopau liegt rund 6 km nördlich von Merseburg und 11 km südlich von Halle (Saale). Die längste Eisenbahnbrücke Europas, die Saale-Elster-Talbrücke, verläuft über das Territorium Schkopaus.

## Geographie

### Lage
Im Norden grenzen Halle und Kabelsketal an Schkopau, im Osten Schkeuditz im Landkreis Nordsachsen, im Süden Leuna und Merseburg sowie Bad Lauchstädt und Teutschenthal im Westen.
Die Saale und ihre rechten Nebenflüsse Weiße Elster und Luppe bilden die Saale-Elster-Aue, die einen Teil der Gemeinde einnimmt.

### Gemeindegliederung
| Ortschaft          | Einwohner | Ortsteile                                                     |
| ------------------ | --------- | ------------------------------------------------------------- |
| Burgliebenau       | 384       | Burgliebenau                                                  |
| Döllnitz           | 1.425     | Döllnitz                                                      |
| Ermlitz            | 1.592     | Ermlitz, Oberthau und Rübsen                                  |
| Hohenweiden        | 547       | Hohenweiden, Neukirchen, Rattmannsdorf, Rockendorf und Röpzig |
| Knapendorf         | 540       | Bündorf, Dörstewitz und Knapendorf                            |
| Korbetha           | 250       | Korbetha                                                      |
| Lochau             | 1.017     | Lochau und Wesenitz                                           |
| Luppenau           | 548       | Löpitz, Lössen und Tragarth                                   |
| Raßnitz            | 946       | Pritschöna, Raßnitz und Weßmar                                |
| Röglitz            | 333       | Röglitz                                                       |
| Schkopau           | 3.141     | Kollenbey, Schkopau                                           |
| Wallendorf (Luppe) | 793       | Pretzsch, Wallendorf und Wegwitz                              |

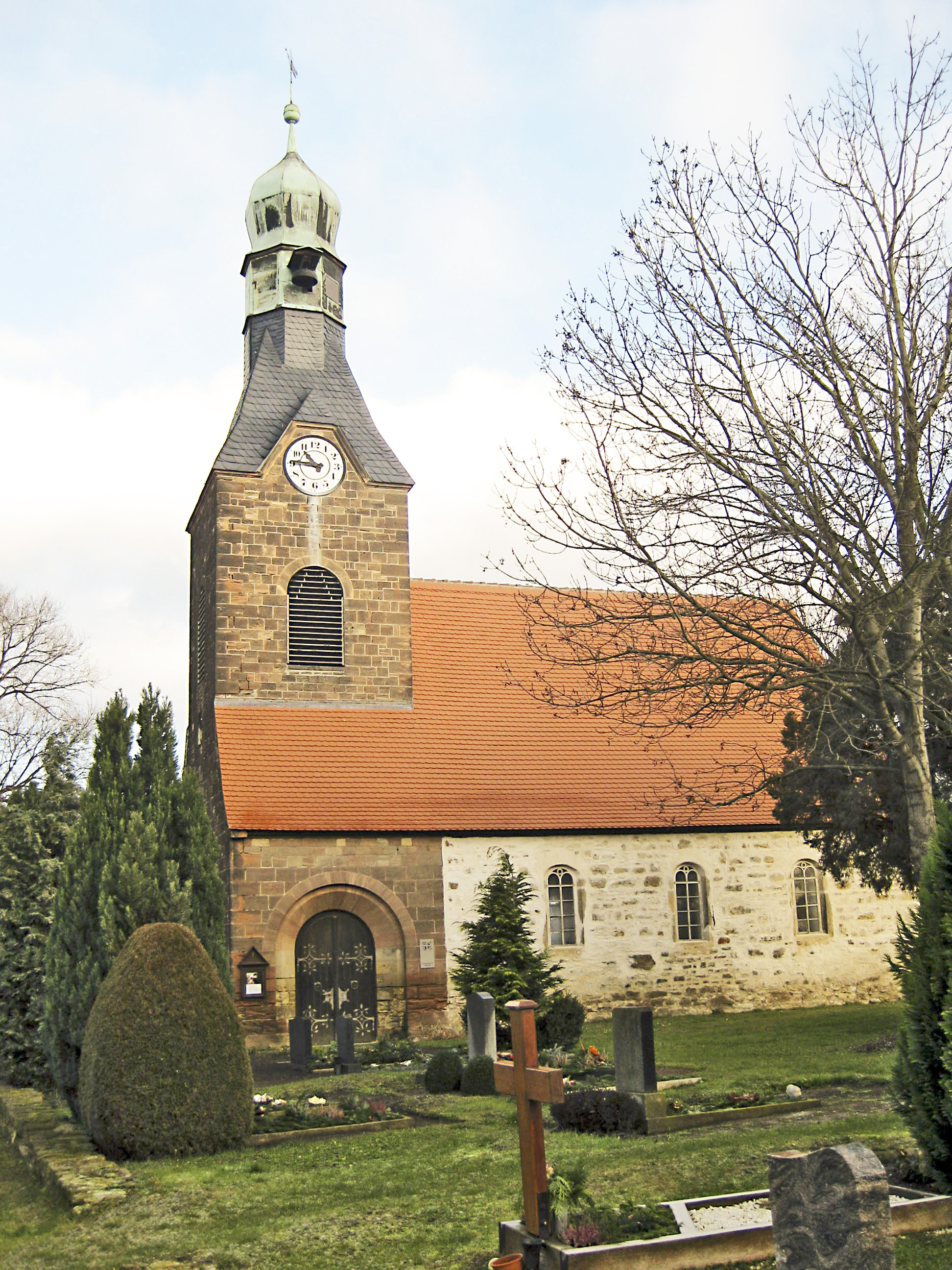
Kirche in Kollenbey

Die Ortschaften von Schkopau (anklickbare Karte):

## Geschichte

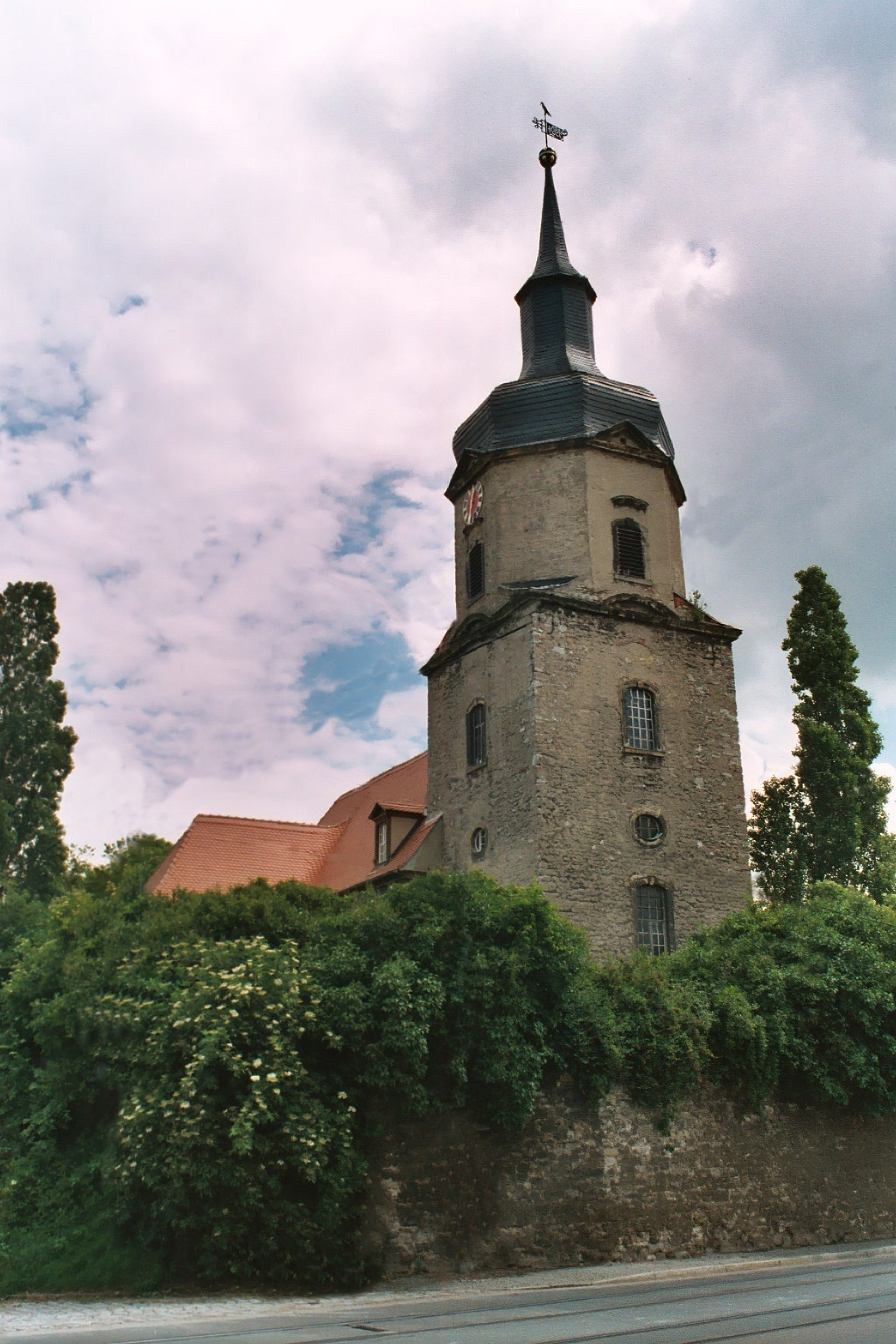
Kirche in Schkopau

Schloss

Die Gegend um Schkopau war bereits in vorgeschichtlicher Zeit besiedelt. Im Ortsteil Raßnitz wurde während der frühen Bronzezeit um 1800 v. Chr. von Angehörigen der Aunjetitzer Kultur der Bornhöck errichtet. Mit 65 m Durchmesser war er bis zu seiner Zerstörung im 19. Jahrhundert einer der größten Grabhügel Mitteleuropas.

### Mittelalter und Frühe Neuzeit
Vermutlich bestand an der Stelle der im Jahre 1215 erstmals erwähnten Burg Schkopau schon im neunten Jahrhundert eine karolingische Befestigung. Erstmals erwähnt wird der Ort Schkopau im Jahre 1177. Eine Urkunde, die am 4. Oktober 1177 in Merseburg ausgestellt wurde, erwähnt einen Albert von Schapowe als Zeugen. Die älteste belegte Namensform von Burg und Stadt lautet Scapowe. Um 1470 erwarb der Merseburger Bischof Thilo von Trotha die Schkopauer Burg und belehnte seinen Bruder Klaus von Trotha mit ihr. Daraus entstand später das heutige Schloss als Wohnsitz der Familie von Trotha.
Schkopau gehörte bis 1815 zum hochstiftlich-merseburgischen Amt Merseburg, das seit 1561 unter kursächsischer Hoheit stand und zwischen 1656/57 und 1738 zum Sekundogenitur-Fürstentum Sachsen-Merseburg gehörte. Das Neorenaissance-Schloss, das heute als Hotel genutzt wird, besitzt einen Bergfried aus dem 16. Jahrhundert. 1732 bis 1734 wurde die Dorfkirche Schkopau errichtet.

### 19. und 20. Jahrhundert
Durch die Beschlüsse des Wiener Kongresses kam der Ort im Jahr 1815 zu Preußen und wurde 1816 dem Kreis Merseburg im Regierungsbezirk Merseburg der Provinz Sachsen zugeteilt, zu dem er bis 1952 gehörte. Bei der Kreisreform in der DDR kam der Ort im Jahr 1952 zum Kreis Merseburg im Bezirk Halle, der 1994 zum Landkreis Merseburg-Querfurt und 2007 zum Saalekreis kam.
Durch die Gründung der Buna-Werke GmbH Schkopau 1936/1937 wurde die Region wirtschaftlich stark beeinflusst. Es war das weltweit erste Synthesekautschuk-Werk und stellte eine Palette weiterer chemischer Produkte her. Während des Zweiten Weltkrieges hatten die Buna-Werke einen hohen Anteil ausländischer Arbeitskräfte, darunter Kriegsgefangene. In Schkopau befand sich auch ein Arbeitserziehungslager. Die Buna-Werke wurden im Juli und besonders im November 1944 von der US-Luftwaffe bombardiert. Nach entsprechenden Produktionsausfällen erfolgte danach der teilweise Wiederaufbau. Die Stadt Schkopau war von den Angriffen auf das benachbarte Werk mit betroffen. In Schkopau und der Region bis zum Kollenbeyer Holz detonierten 82 Sprengbomben. Der Bevölkerung war die Mitnutzung eines der Luftschutzbunker im Werk gestattet.
Am 14. April 1945 wurden die Stadt und die Buna-Werke von US-Truppen besetzt, die Anfang Juli durch Rote Armee abgelöst wurden.
Im Zuge der Flucht und Vertreibung Deutscher aus Mittel- und Osteuropa siedelten sich auch Katholiken in Schkopau an, so dass die katholische St.-Anna-Kirche eingerichtet wurde. Sie entstand in einer Baracke des ehemaligen Reichsarbeitsdienstes, wurde am 22. August 1948 eingeweiht und nach der heiligen Anna benannt. Am 22. November 2015 erfolgte ihre Profanierung.
In der DDR waren die Bunawerke Zentrum der Chlorchemie mit Carbidherstellung. Carbid diente zur Herstellung von Ethin (Acetylen), aus dem mittels Reppe-Chemie (als Alternative zur Petrochemie) eine Vielzahl von chemischen Produkten (z. B. PVC) gewonnen wurde.
Die Werkseinrichtungen wurden nach der Wiedervereinigung maßgeblich von der Firma Dow Chemical Company übernommen.

### Eingemeindungen
Die Gemeinde Luppenau wurde am 1. Juli 1950 gebildet. Weitere Eingemeindungen fanden zum gleichen Zeitpunkt auf dem Gebiet der jetzigen Gemeinde Schkopau statt. Am 1. August 2004 wurden insgesamt acht Gemeinden eingegliedert. Drei von ihnen (Döllnitz, Hohenweiden und Lochau) wechselten vom Saalkreis in den Landkreis Merseburg-Querfurt. Am 1. Januar 2005 kamen die Gemeinden Knapendorf und Luppenau hinzu. Damit hörte am 1. Januar 2005 die bisherige Verwaltungsgemeinschaft Saale-Elster-Aue auf zu bestehen. Am 1. Januar 2010 wurde Wallendorf (Luppe) aus der Verwaltungsgemeinschaft Leuna-Kötzschau nach Schkopau eingemeindet.
| Ehemalige Gemeinde | Datum      | Anmerkung                                           |
| ------------------ | ---------- | --------------------------------------------------- |
| Bündorf            | 01.07.1950 | Eingemeindung nach Knapendorf                       |
| Burgliebenau       | 01.08.2004 |                                                     |
| Döllnitz           | 01.08.2004 |                                                     |
| Dörstewitz         | 01.07.1950 | Eingemeindung nach Knapendorf                       |
| Ermlitz            | 01.08.2004 |                                                     |
| Hohenweiden        | 01.08.2004 |                                                     |
| Knapendorf         | 01.01.2005 |                                                     |
| Kollenbey          | 01.07.1950 |                                                     |
| Korbetha           | 01.08.2004 |                                                     |
| Lochau             | 01.08.2004 |                                                     |
| Löpitz             | 01.07.1950 | Zusammenschluss mit Lössen und Tragarth zu Luppenau |
| Lössen             | 01.07.1950 | Zusammenschluss mit Löpitz und Tragarth zu Luppenau |
| Luppenau           | 01.01.2005 |                                                     |
| Neukirchen         | 01.07.1950 | Eingemeindung nach Hohenweiden                      |
| Oberthau           | 01.07.1950 | Eingemeindung nach Ermlitz                          |
| Pretzsch           | 01.04.1937 | Eingemeindung nach Wallendorf                       |
| Pritschöna         | 01.07.1950 | Eingemeindung nach Raßnitz                          |
| Raßnitz            | 01.08.2004 |                                                     |
| Rattmannsdorf      | 01.07.1950 | Eingemeindung nach Hohenweiden                      |
| Rockendorf         | 01.07.1950 | Eingemeindung nach Hohenweiden                      |
| Röglitz            | 01.08.2004 |                                                     |
| Röpzig             | 01.07.1950 | Eingemeindung nach Hohenweiden                      |
| Tragarth           | 01.07.1950 | Zusammenschluss mit Löpitz und Lössen zu Luppenau   |
| Wallendorf (Luppe) | 01.01.2010 |                                                     |
| Wegwitz            | 01.04.1937 | Eingemeindung nach Wallendorf                       |
| Wesenitz           | 01.08.1938 | Eingemeindung nach Lochau                           |
| Weßmar             | 01.07.1950 | Eingemeindung nach Raßnitz                          |

## Bevölkerung
| Jahr | Einwohner |
| ---- | --------- |
| 1990 | 03.349    |
| 2006 | 11.041    |
| 2010 | 11.458    |
| 2015 | 10.935    |
| 2020 | 10.986    |

| Jahr | Einwohner |
| ---- | --------- |
| 2021 | 10.937    |
| 2022 | 10.922    |
| 2023 | 10.860    |
| 2024 | 10.815    |

Stand: 31. Dezember des jeweiligen Jahres (Angaben des Statistischen Landesamtes Sachsen-Anhalt), ab 2011 auf Basis des Zensus 2011, ab 2022 auf Basis des Zensus 2022
Der starke Anstieg der Einwohnerzahl zwischen 1990 und 2006  ist auf Eingemeindungen zurückzuführen.

## Politik

### Gemeinderat
Der Gemeinderat von Schkopau besteht entsprechend der Einwohnerzahl der Gemeinde aus 28 Mitgliedern und dem Bürgermeister. Die Kommunalwahl am 9. Juni 2024 führte bei einer Wahlbeteiligung von 69,2 % zu folgendem Ergebnis:
| Partei / Wählergruppe                                                   | Stimmenanteil 2019 | Sitze 2019 |        | Stimmenanteil 2024 | Sitze 2024 |
| ----------------------------------------------------------------------- | ------------------ | ---------- | ------ | ------------------ | ---------- |
| AfD                                                                     | 16,1 %             | 4          | 29,6 % | 4                  |            |
| CDU                                                                     | 25,7 %             | 7          | 28,3 % | 8                  |            |
| SPD                                                                     | 16,7 %             | 5          | 17,7 % | 5                  |            |
| Kultur- und Traditionsverein der Freiwilligen Feuerwehr Schkopau (KFFS) | 03,7 %             | 1          | 05,8 % | 2                  |            |
| PRO Döllnitz                                                            | 06,1 %             | 2          | 05,5 % | 1                  |            |
| Bündnis 90/Die Grünen                                                   | 05,8 %             | 2          | 03,5 % | 1                  |            |
| Initiative pro Bürger (IpB)                                             | 06,1 %             | 2          | 03,3 % | 1                  |            |
| FDP                                                                     | 05,6 %             | 1          | 03,0 % | 1                  |            |
| Einzelbewerberin Karin Würden                                           | –                  | –          | 02,2 % | 1                  |            |
| Einzelbewerber Dieter Pillert                                           | 01,1 %             | –          | 01,1 % | –                  |            |
| Die Linke                                                               | 10,6 %             | 3          | –      | –                  |            |
| Einzelbewerber Hans Pomian                                              | 02,5 %             | 1          | –      | –                  |            |
| Insgesamt                                                               | 100 %              | 28         | 100 %  | 24                 |            |

Bei der Wahl 2024 entfielen auf die AfD acht Sitze, von denen vier unbesetzt bleiben, weil die Partei nur vier Kandidaten nominiert hatte.

### Bürgermeister
- 2012–2019: Andrej Haufe (CDU)
- seit 2019: Torsten Ringling (parteilos)

Am 9. Oktober 2011 wählten erstmals alle Ortsteile der Einheitsgemeinde Schkopau einen neuen Bürgermeister. Haufe wurde in der Stichwahl mit 54,1 % der gültigen Stimmen gewählt.
Ringling wurde in der Bürgermeisterstichwahl am 28. Oktober 2018 mit 73,4 % der gültigen Stimmen zu seinem Nachfolger gewählt. Er trat sein Amt am 1. Februar 2019 an. Seine Amtszeit beträgt sieben Jahre.

### Wappen
1997 wurde ein Wappen für die Gemeinde Schkopau genehmigt. Nach Auflösung und Neubildung der Gemeinde am 1. August 2004 führt die Gemeinde Schkopau laut Hauptsatzung vom 30. April 2010 kein Hoheitszeichen.

### Logo
Seit 2011 führt die Gemeinde Schkopau zwei Logos. Die Elemente der Logos stellen einen Bezug zu prägnanten Punkten der Gemeinde dar. Zum einen sind dies die Hauptfarben der in den Ortsteilen existierenden Wappen. Wenn man diese betrachtet, stellt man die drei dominierenden Farben Blau, Grün und Gold fest, welche als Grundlage für das Logo dienten. Auf der Suche nach einem Symbol, welches die Vergangenheit und Zukunft charakterisiert, wurde der „Buna-Kolben“ (Plaste und Elaste aus Schkopau) in moderner Form genutzt, da die Wirtschaft die Basis für die Entwicklung von Schkopau darstellt.

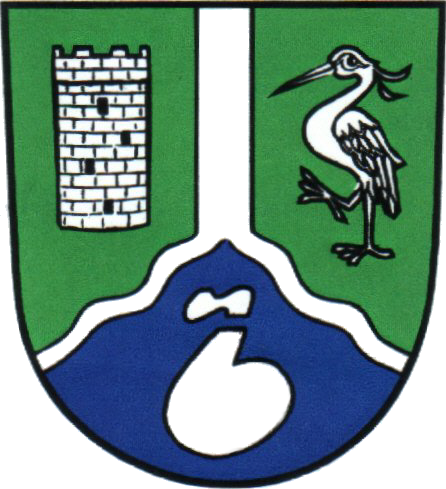
Wappen der ehemaligen Gemeinde Schkopau (bis 2004)
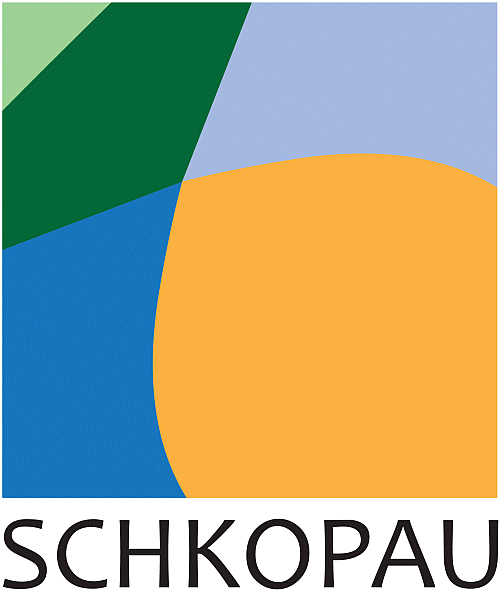
Logo der Gemeinde Schkopau
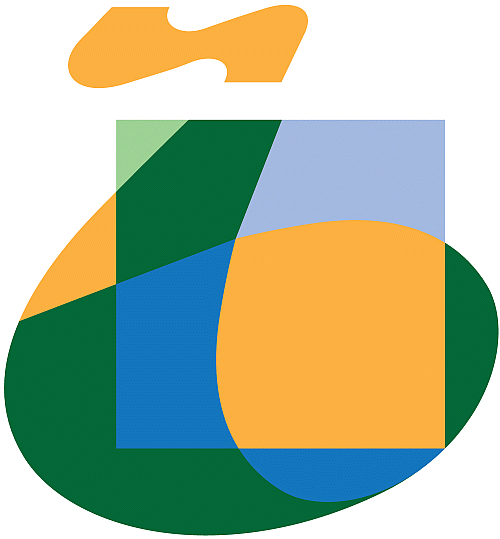
Stilisierter „Buna-Kolben“, der gleichberechtigt zum Logo genutzt wird

## Sehenswürdigkeiten
- Saale-Elster-Aue mit der Saale-Elster-Talbrücke, Europas längster Eisenbahnbrücke
- Schloss Schkopau im Neorenaissance-Stil mit Schlosspark
- Dorfkirche Schkopau
- Haus der Freundschaft

Gedenkstätten

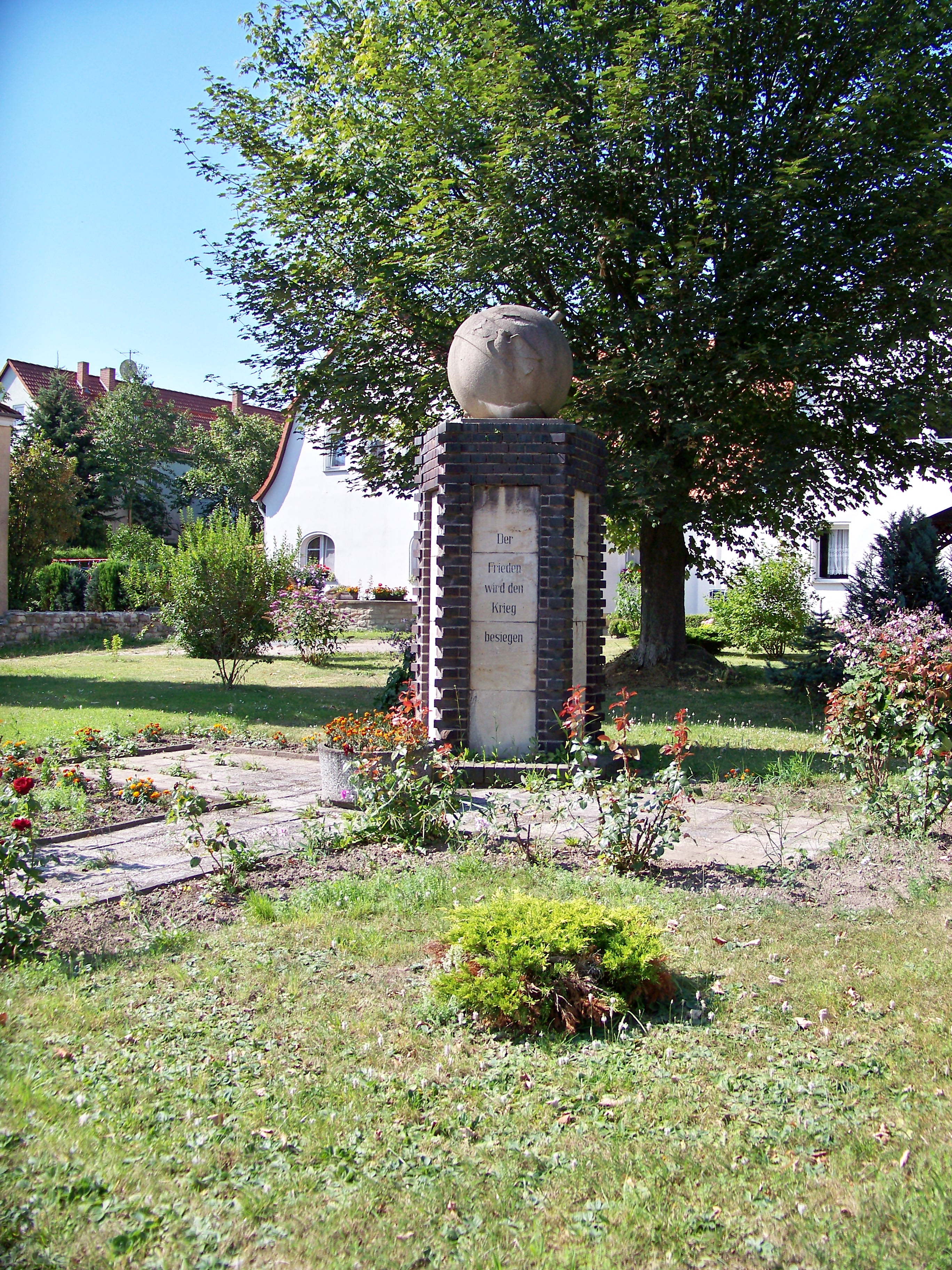
Friedensdenkmal

- Grabstätten auf dem Friedhof des Ortsteiles Burgliebenau für vier polnische und sowjetische Frauen und Männer, die während des Zweiten Weltkrieges Opfer von Zwangsarbeit wurden
- Grabstätte auf dem Neuen Friedhof für 45 Frauen, Kinder und Männer, die während des Zweiten Weltkrieges nach Deutschland verschleppt und in den Buna-Werken Opfer von Zwangsarbeit wurden
- Grabstätten auf dem Ortsfriedhof für 29 Opfer von Zwangsarbeit aus verschiedenen Nationen

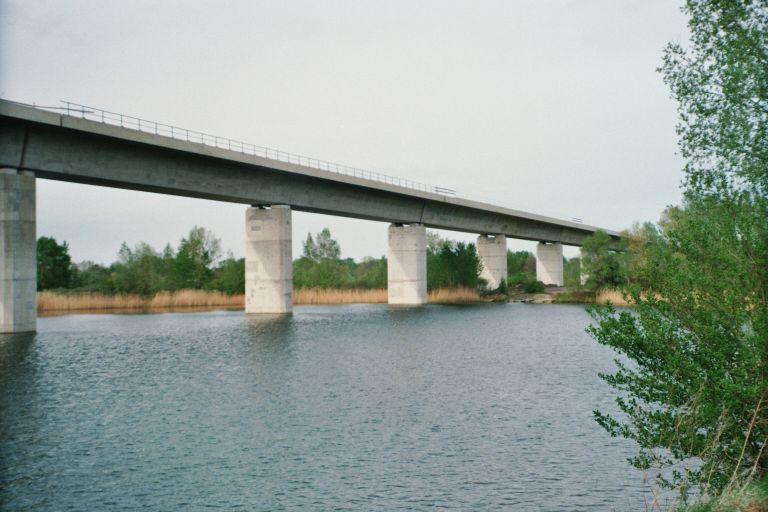
Saale-Elster-Talbrücke über dem Rattmannsdorfer See

## Wirtschaft und Infrastruktur

### Ansässige Unternehmen

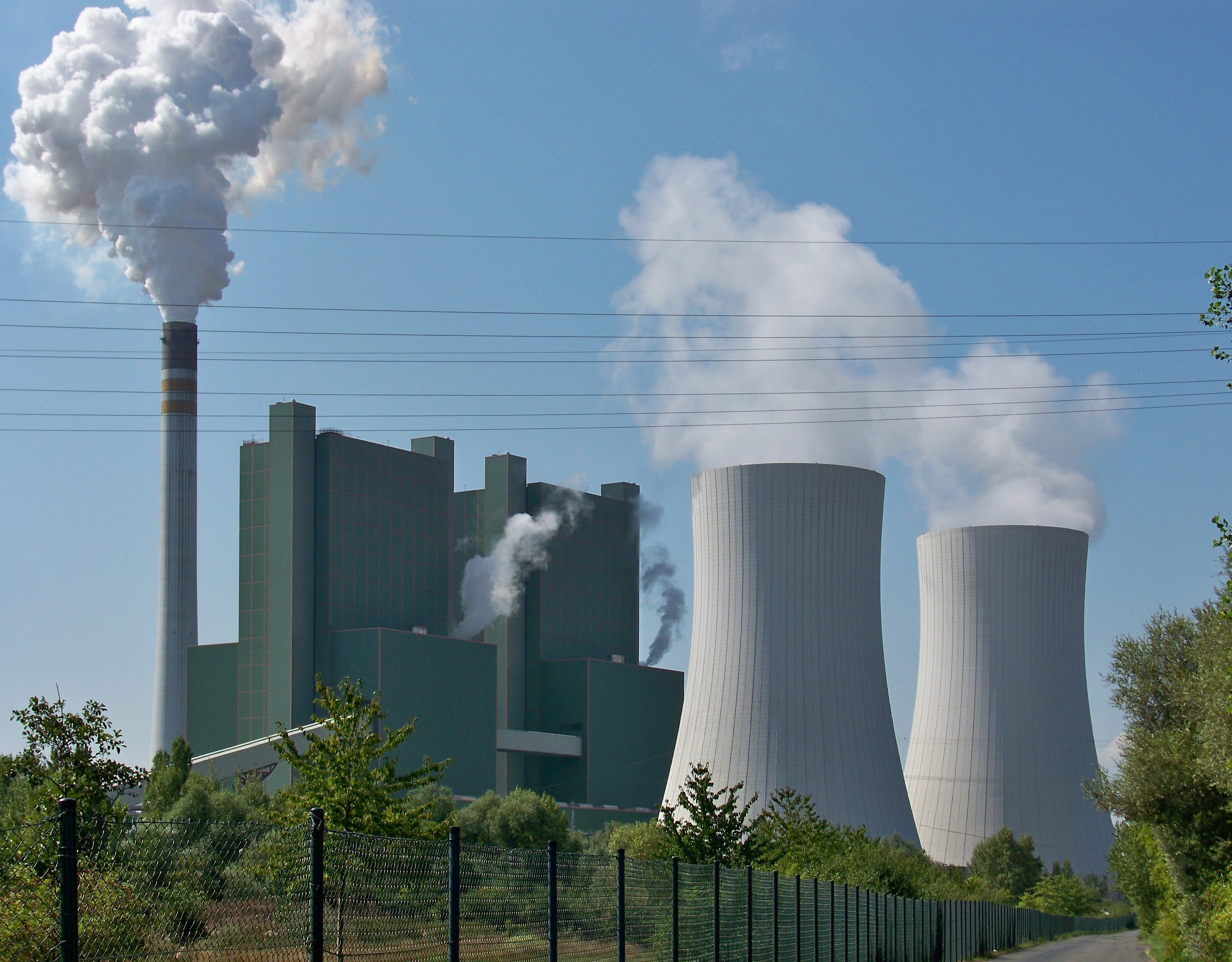
Kraftwerk von Uniper Kraftwerke GmbH

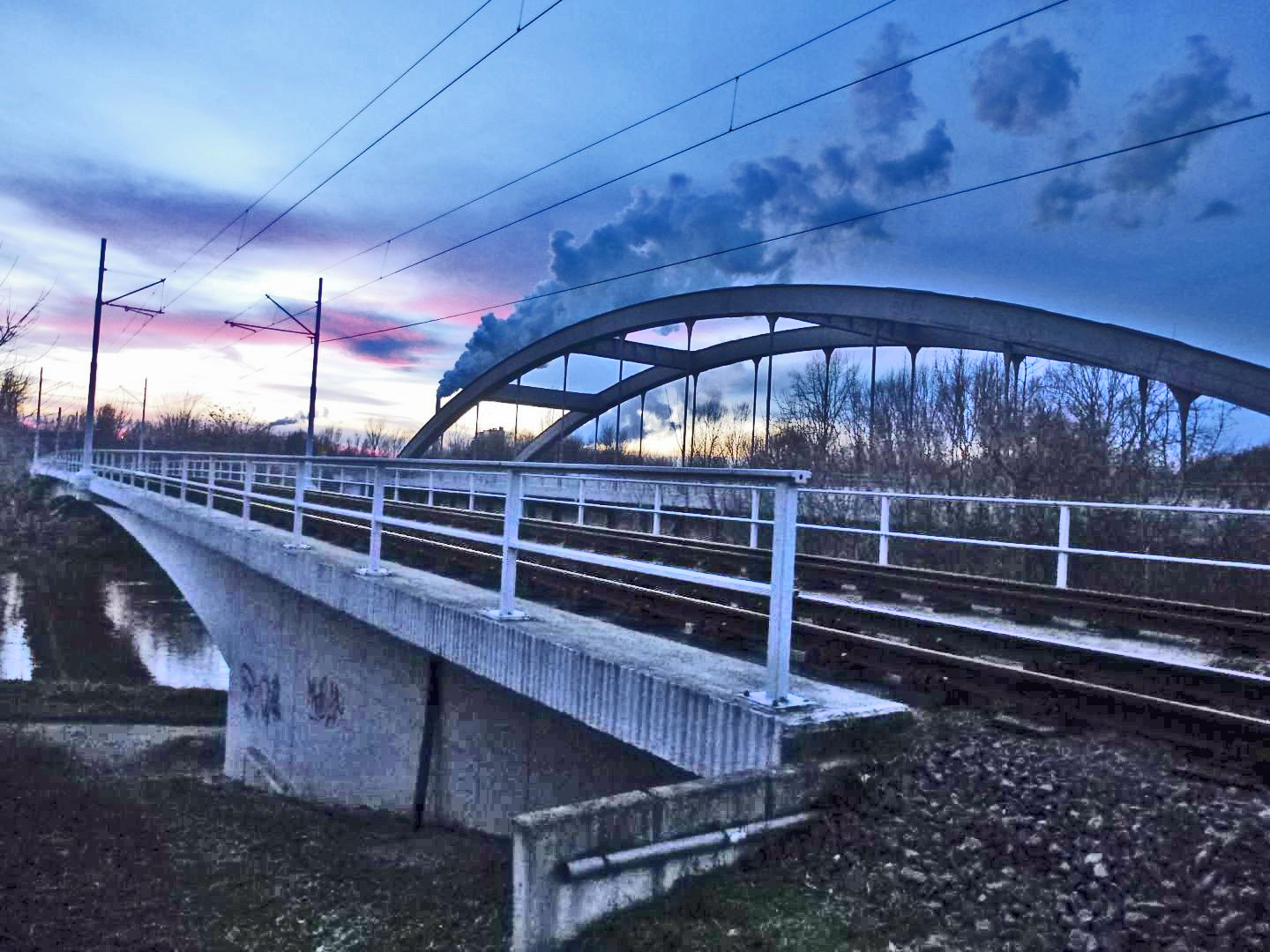
Brücke der B 91 und der Straßenbahn über die Saale

Bekannt ist Schkopau vor allem durch den ehemaligen VEB Chemische Werke Buna. So trug zu Zeiten der DDR ein Turm an der Elbebrücke bei Vockerode der Transitautobahn Berlin-Hof die großformatige Leuchtwerbung Plaste und Elaste aus Schkopau (geschaffen von Siegfried Berthmann), die sich heute im Deutschen Historischen Museum in Berlin befindet. Der hiesige Chemiepark wurde nach der Wende von Dow Chemical übernommen. Die Trinseo [früher: Styron Deutschland GmbH (aus Dow Chemical ausgegliedert)] produziert in Schkopau synthetischen Kautschuk (Kaltpolymerisate) und vermarktet diesen unter dem Markennamen Buna SB. Der Sitz der Mitteldeutschen Eisenbahn (MEG) ist ebenfalls in Schkopau.
In Schkopau befindet sich heute zudem das Braunkohlekraftwerk Kraftwerk Schkopau, ehemals von der Uniper Kraftwerke GmbH betrieben.

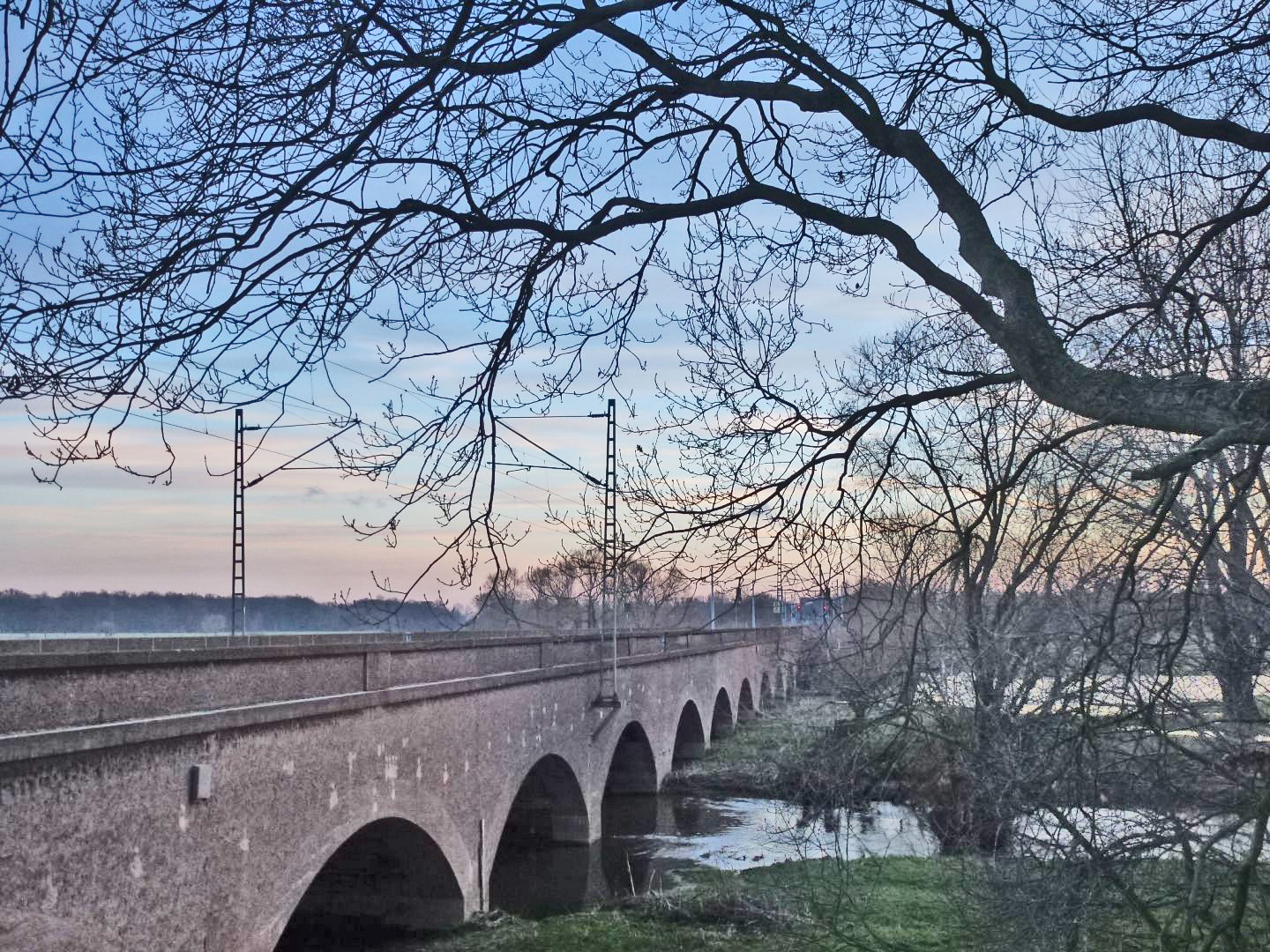
Brücke der Bahn Halle-Bebra über die Steinlache bei Kollenbey

### Verkehr
Der Bahnhof Schkopau liegt an der 1846 eröffneten Bahnstrecke Halle–Bebra. Die Regionalbahnen der Linie RB25 Halle–Saalfeld(Saale) halten pro Richtung stündlich in Schkopau. Seit Dezember 2015 fährt der Betreiber Abellio mit barrierefreien Fahrzeugen des Typs Talent 2. Die drei Bahnsteige des Bahnhofs wurden 2017 neu gebaut und für einen ebenen Einstieg erhöht. Mit der Errichtung von Aufzügen soll auch der Mittelbahnsteig zwischen den Gleisen ab 2018 stufenlos erreichbar sein. Im Chemiepark Buna befindet sich an der Bahnstrecke Merseburg–Schafstädt mit Buna Werke ein weiterer Haltepunkt, welcher aber nicht mehr im Regelverkehr bedient wird.
Die Gemeinde Schkopau liegt an der B 91 (Halle (Saale)–Merseburg–Weißenfels–Zeitz).
Neben der Bedienung durch einige Buslinien wird Schkopau zudem von der Straßenbahnlinie 5 der HAVAG (Straßenbahnstrecke Halle-Ammendorf–Bad Dürrenberg) angefahren.

## Persönlichkeiten

### Söhne und Töchter des Ortes
- Johann Christoph von Natzmer (1691–1743), königlich-polnischer und kursächsischer Generalmajor sowie designierter Kommandant des Hamburger Stadtmilitärs
- Wolf Heinrich Ernst von Natzmer (1698–1770), sachsen-weißenfelsischer Amtshauptmann und Rittergutsbesitzer
- Christian Friedrich Schmidt (1741–1778), Philosoph und lutherischer Theologe, geboren in Röglitz
- Ernst Ludwig Herrfurth (1830–1900), preußischer Staatsmann, geboren in Oberthau
- Max Claus (1856–1937), Militärmusiker
- Hermann Gocht (1869–1938), Röntgenologe, Orthopäde und Hochschullehrer
- Thilo von Trotha (1882–1969), DNVP-Reichstagsabgeordneter, Besitzer des Rittergutes Schkopau
- Ingrid Sitte (* 1942), Gebrauchsgrafikerin
- Rainhard Lukowitz (* 1950), FDP-Politiker
- Jochen Habekuß (* 1950), Fußballtorwart
- Peter Englisch (* 1962), Fußballspieler

### Personen, die mit Schkopau in Verbindung stehen
- Albert Fraustadt (1808–1883), evangelischer Pfarrer und Autor in Bündorf
- Paul Juckoff (1874–1936), Bildhauer, lebte in Schkopau
- Kurt Biedenkopf (1930–2021), Politiker, verbrachte mehrere Jahre seiner Kindheit (1938 bis 1945) in Schkopau

## Trivia
- Der Werbetext Plaste und Elaste aus Schkopau, der auch an einer Brücke über die Transitstrecke von Rudolphstein nach West-Berlin zu lesen war, symbolisierte die Feinheiten abweichender Begriffswahl in der ehemaligen DDR im Vergleich zum damaligen westdeutschen Sprachgebrauch, in dem z. B. statt Plaste und Elaste die Begriffe Plastik oder alternativ Kunststoff üblich waren.